# Dryopteris clintoniana
Dryopteris clintoniana är en träjonväxtart som först beskrevs av D. C. Eat., och fick sitt nu gällande namn av Dowell. Dryopteris clintoniana ingår i släktet Dryopteris och familjen Dryopteridaceae. Inga underarter finns listade.

## Bildgalleri

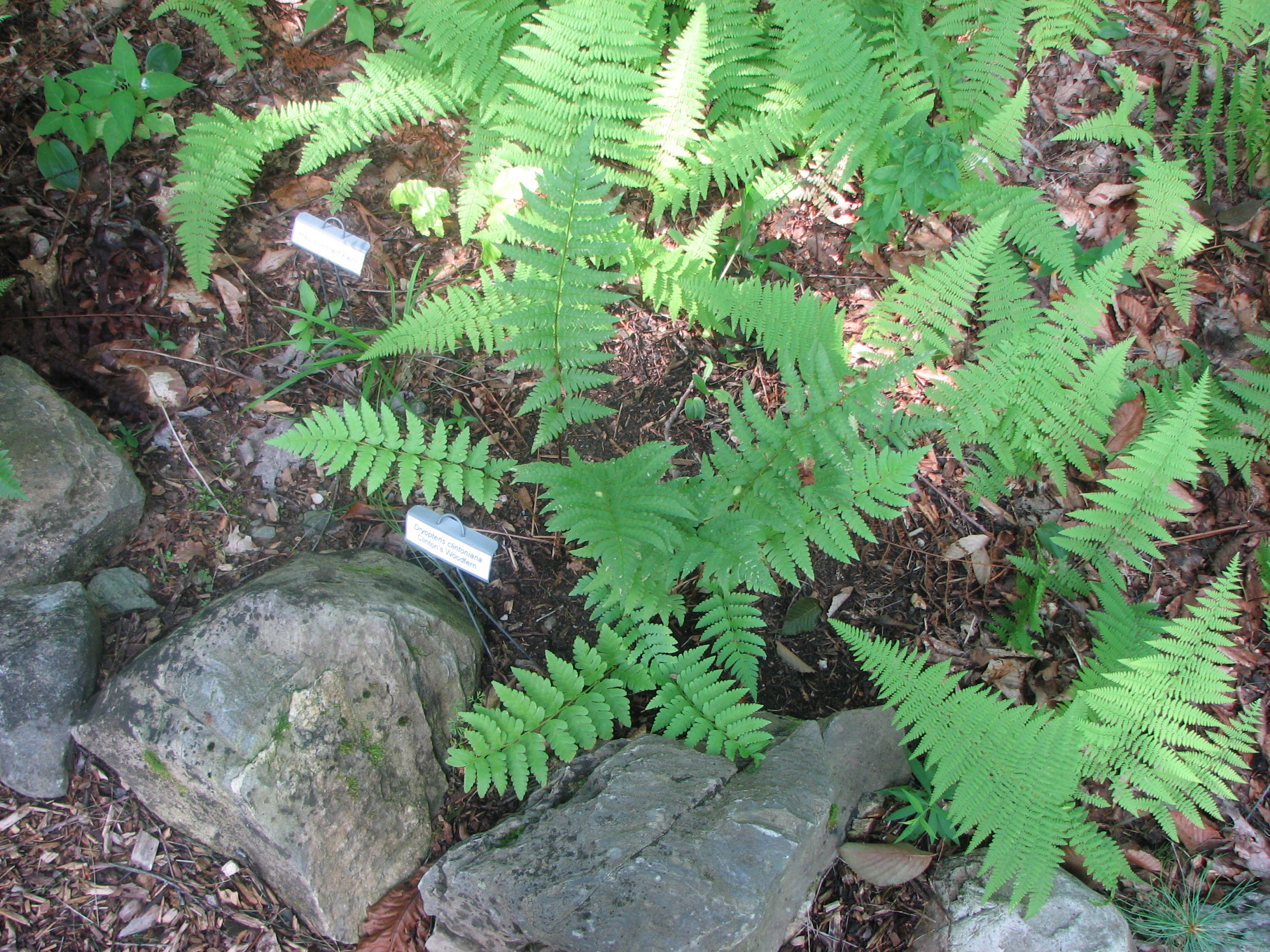